# متکارودبار
متکارودبار، روستایی است از توابع بخش مرزن‌آباد شهرستان چالوس در استان مازندران ایران.

## جمعیت
این روستا در دهستان کوهستان (چالوس) قرار دارد و براساس سرشماری مرکز آمار ایران در سال ۱۳۹۵، جمعیت آن ۲۸۷ نفر (۸۴ خانوار ) بوده‌است. مردم متکارودبار از قومیت طبری هستند. مردم متکارودبار به زبان طبری با گویش چالوسی سخن می‌گویند.